# Jiří Flekna
Jiří Flekna (26. prosince 1959 Mladá Boleslav – 26. března 2021 Mladá Boleslav) byl český kreslíř humoru, od mládí upoutaný na invalidní vozík.

## Biografie
Od dětství žil v Bakově nad Jizerou. V létě 1980 utrpěl těžký úraz páteře, po kterém se z něj stal kvadruplegik. První vtip vznikl v roce 1983 v průběhu jeho hospitalizace na oddělení urologie v mladoboleslavské nemocnici. Namaloval jej jako dárek pro tehdejšího primáře MUDr. Ladislava Smetanu (1932–2020). První otištěný vtip Fleknovi vyšel v roce 1991 v Mladé frontě. V průběhu času se dostal do širšího povědomí řadou výstav i tiskovin. V roce 2019 začal pracovat na knize své celoživotní tvorby, jejího dokončení se však již nedožil. Zemřel 26. března 2021 v mladoboleslavské nemocnici. Kniha nakonec vyšla v prosinci 2021 in memoriam. Její slavnostní křest se uskutečnil 22. dubna 2022 v Bakově nad Jizerou.

## Přehled výstav[4]
- před 1989: Galerie Jiřího Trnky
- 1987, 1988, 1989 (účast na výstavě): bienále kresleného humoru na téma sport, Malostranská beseda
- 1990 (samostatná výstava): Kino Bakov nad Jizerou
- okolo 2000: Help Centrum Mladá Boleslav
- okolo 2000: ČSOB Mladá Boleslav
- 2006 (samostatná výstava): Kino Mnichovo Hradiště (tehdy SATURN)
- 2009 (samostatná výstava): DPS Bakov nad Jizerou
- 2013 (samostatná výstava): Kino Mnichovo Hradiště
- 2014 (samostatná výstava): Kavárna Muzeum Turnov
- 2016 (samostatná výstava): kavárna Modrý domeček, Řevnice
- 2016 (samostatná výstava): Městská knihovna Bakov nad Jizerou
- několik ročníků (účast na výstavě): SENIORHANDICAP, Výstaviště Lysá nad Labem

## Publikační činnost
- Kalendář kresleného humoru na rok 2010
- Kalendář kresleného humoru na rok 2014
- Kalendář kresleného humoru na rok 2017[5]
- Trnky Brnky
- Srandokaps[6]
- portál měšec.cz[7]
- Boleslavský deník, příloha Embéčko
- kniha Když sranda vzniká v posteli[4]